# زجاج الصودا والجير

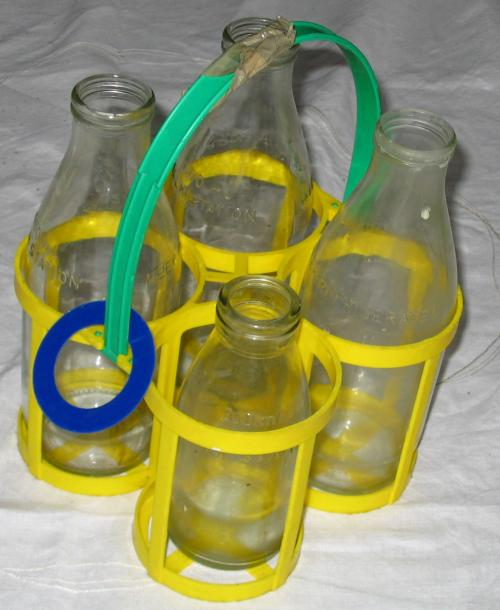
قناني حليب من زجاج الصودا والجير قابلة لاعادة التدوير

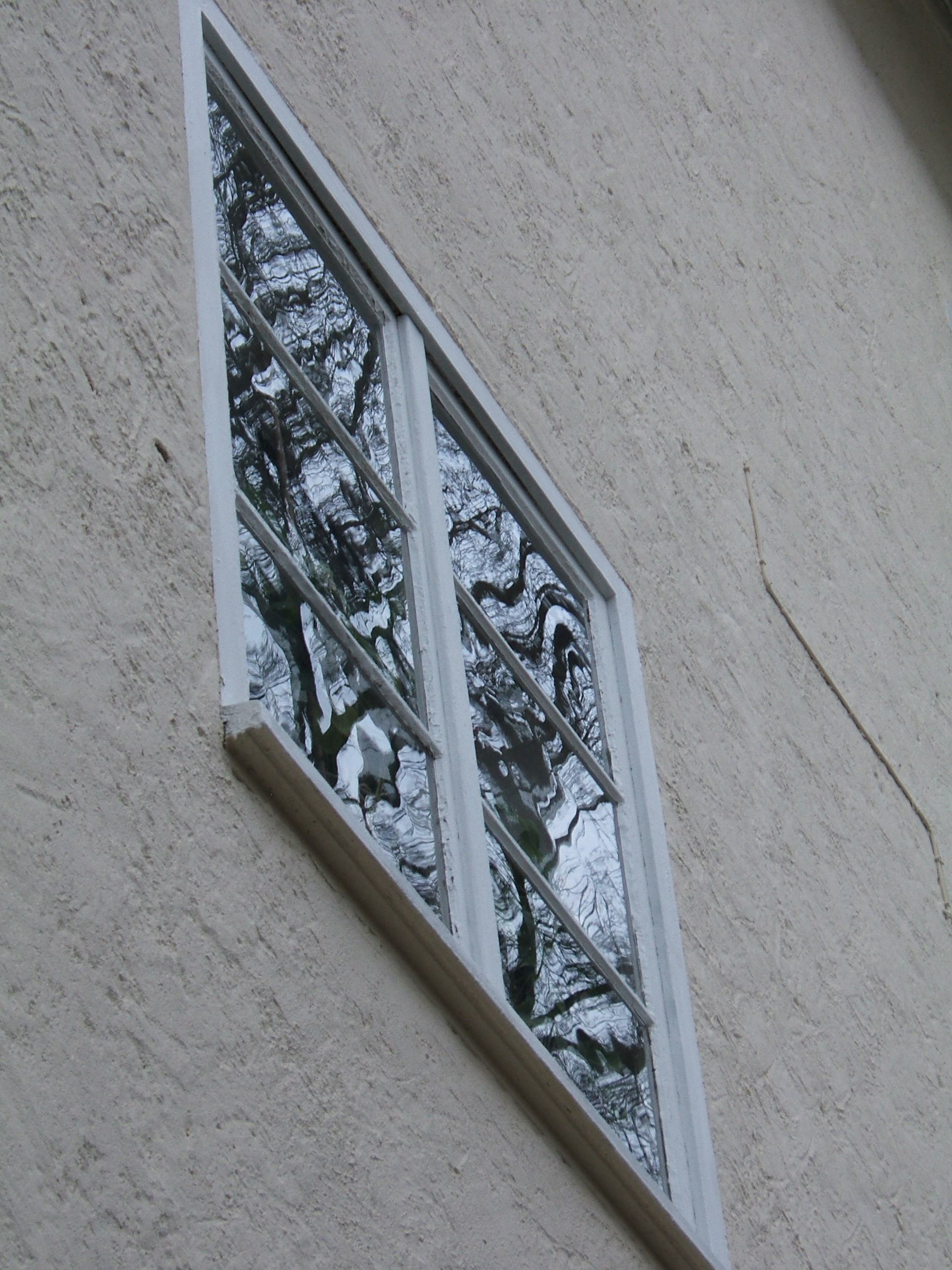
نافذة مصنوعة من زجاج الصودا والجير المسطح

زجاج الصودا والجير هو أكثر أنواع الزجاج شيوعاً، ويستعمل في إنتاج الالواح الزجاجية وآوعية زجاجية (مثل القناني والدوارق) لحفظ المشروبات والاطعمة وبعض السلع الأخرى.كما يستخدم ضمن ادوات المطبخ حيث يصنع الزجاج المستخدم في الافران والطبخ من زجاج مقسى معامل حرارياً. ويشكل زجاج الصودا والجير حوالي 90% من مجمل أنواع الزجاج المنتج.
يتميز زجاج الصودا والجير بأنه رخيص نسبياً ثابت كيميائياً، قوي، عملي، وهو مثالي لاعادة التدوير بسبب قابليته لاعادة الصهر عدة مرات.
يُحضر زجاج الصودا والجير بصهر المواد الخام مثل كربونات الصوديوم، جير، دولوميت، السيلكا، أكسيد الألومنيوم، وبعض الكميات الصغيرة من العوامل النهائية مثل كبريتات الصوديوم وكلوريد الصوديوم، في فرن تصل درجة حرارته حتى 1675 درجة. وتحدد درجة حرارة الفرن نوعية المعادن المستخدة في بناء الفرن وبمكونات الزجاج.وتستخدم المعادن الرخيصة مثل (ترونا), رمل وفلدسبار بدلا من المركبات الكيمائية الصافية.وتحصل القناني الزجاجية على اللون الأخضر والبني من المواد الخام التي تحتوي على أكسيد الحديد.ويسمى خليط المواد الخام (العجينة).
ينقسم زجاج الصودا والجير تقنياً إلى لوح زجاجي ووعاء زجاجي.يختلف النوعان في التطبيق وطريقة الأنتاج (عملية الصقل للنوافذ، والنفخ والكبس للوعاء) والتركيب الكيمائي.حيث يحتوي اللوح زجاجي على كميات أكبر من أكسيد المغنسيوم وأكسيد الصوديوم بالمقارنة مع الوعاء زجاجي كما ان اللوح زجاجي يحتوي على كميات اقل من السيلكا، أكسيد الكالسيوم وأكسيد الألمونيوم مقارنة بزجاج الآوعية زجاجية. واحتواء زجاج الآوعية زجاجية على كمية اقل من الايونات القابلة للذوبان بالماء (مثل الصوديوم والمغنسيوم) مما يجعلها اقدر على حفظ السوائل والطعام.